# Fullmetal Alchemist: The Conqueror of Shamballa
Fullmetal Alchemist: The Conqueror of Shamballa (japonsky 劇場版 鋼の錬金術師 シャンバラを征く者, Gekidžóban Hagane no renkindžucuši: Šambala o juku mono) je japonský animovaný film z roku 2005, který navazuje na seriál Fullmetal Alchemist. Na rozdíl od něj je film zasazen zejména do našeho světa, a to konkrétně do Německa před druhou světovou válkou. Film přináší sondu do příčin „německého splínu“ a zamýšlí se nad zneužitelností vědy.